# أحمد كولام الله
أحمد كولام الله المولود في 11 فبراير 1912 في ماسينيا والمتوفى في 5 سبتمبر 1995 في انجمينا، هو سياسي تشادي.

## السيرة الذاتية
أحمد كولامالله هو إبن كولامالله، وهو تاجر ثري ينحدر من يمني جاء لتعليم الإسلام في السودان في منطقة دونغولا. تدعى والدته ميرام فاطمة أفادي وهي أميرة مملكة الباغيرمي. وهو حفيد عبد الرحمن غورانغ الثاني، سلطان مملكة الباغيرمي، التي تشكل مع مملكتي كانيم-بورنو ووادياي الأسس التأسيسية لتشاد. وهو والد عبد الرحمن كولامالله.
دخل عالم السياسة في عام 1945م بتأسيسه الاتحاد الديمقراطي التشادي، لكنه انسحب من الاتحاد في عام 1950 م وأسس الحزب الاجتماعي المستقل التشادي (PSIT)، الذي أعيدت تسميته في عام 1953 إلى الحركة الاشتراكية الأفريقية (MSA)، والتي كانت تابعة للفرع الفرنسي للاتحاد العالمي للعمال (SFIO). قام كولامالا بحملته الانتخابية بصفته أحد أفراد النبلاء في باغويرمي وزعيماً اشتراكياً. ويقع معظم أتباعه في شاري-باغويرمي وكانيم.
بعد هزيمته في انتخابات الجمعية الإقليمية عام 1957، بقي في المعارضة وتحالف عام 1959 مع غونشومي ساهولبا لتشكيل الحركة الشعبية التشادية (MPT)، التي لعبت دوراً مهماً في الإطاحة بحكومة غابرييل ليزيت من حزب الشعب التشادي (PPT) في 11 فبراير 1959. خلف ساهولبا ليزيت في رئاسة الحكومة المؤقتة مع تشكيل حكومة كان هو الوحيد من الجنوب فيها. أثار استبعاد الجنوب استياءً كبيرًا، وتحالف كولام الله مع ليزيت ضد ساهولبا، ونتيجة لذلك، تمت الموافقة على اقتراح ثقة جديد بأغلبية 35 صوتًا مقابل 30 صوتًا، وشكل أحمد كولامالاه حكومة جديدة في 13 مارس 1959. في اليوم الأول، ذهب مع جميع وزرائه، مسلمين وغير مسلمين، إلى المسجد للصلاة وجعل اللغة العربية لغة عمل الحكومة إلى جانب الفرنسية.
بعد ذلك، عاد إلى المعارضة مرة أخرى، في حين تولى فرانسوا تومبالباي قيادة حزب الشعب التشادي، الذي أصبح أول رئيس لتشاد المستقلة في 11 أغسطس 1960. في يناير 1962، تم حظر جميع الأحزاب السياسية، باستثناء حزب الشعب التشادي (PPT)، وفي سبتمبر 1963، تم اعتقال جميع قادة المعارضة. نجح كولامالاه في الهروب من الحكومة بمساعدة أقاربه من الباغيرميين، عبر نهر شاري وعبور الكاميرون. لكنه اعتقل بعد بضعة أيام من قبل السلطات الكاميرونية، وتم تسليمه إلى تشاد حيث سجن. بقي في السجن حتى عام 1971، ثم من عام 1972 حتى عام 1975 (أي ما مجموعه 11 عامًا في السجن)، عندما أطيح بتومبالباي بانقلاب عسكري.
توفي عام 1995 في أحد منازل في حي أمباساتنا في انجمينا.